# Marie-Josée Roig
Marie-Josée Roig (ur. 12 maja 1938 w Perpignan, zm. 7 sierpnia 2024 w Awinionie) – francuska polityk i samorządowiec, parlamentarzystka, minister w trzecim rządzie Jean-Pierre’a Raffarina.

## Życiorys
Karierę polityczną rozpoczęła w 1983, kiedy to została zastępcą mera Awinionu w departamencie Vaucluse. W latach 1993–1997 sprawowała mandat posła do Zgromadzenia Narodowego z ramienia Zgromadzenia na rzecz Republiki. W okresie 1998–2002 była radną regionu Prowansja-Alpy-Lazurowe Wybrzeże.
Od 1995 do 2014 przez trzy kadencje pełniła funkcję mera Awinionu. W 2002 powróciła do parlamentu jako kandydatka Unii na rzecz Większości Prezydenckiej, przekształconej następnie w Unię na rzecz Ruchu Ludowego. W 2004 została mianowana ministrem do spraw rodziny i dzieci w rządzie Jean-Pierre’a Raffarina. Gdy kilka miesięcy po tej nominacji doszło do  likwidacji sprawowanego przez nią urzędu (poprzez jego włączenie do resortu zdrowia z Philippe'em Douste-Blazym na czele), Marie-Josée Roig powołano na ministra delegowanego w resorcie spraw wewnętrznych, którym była do maja 2005.
W 2007 po raz kolejny wybrano ją w skład Zgromadzenia Narodowego. Pięć lat później nie ubiegała się o reelekcję.